# Pond
Pond – obszar niemunicypalny w hrabstwie Kern, w Kalifornii (Stany Zjednoczone), na wysokości 87 m. Znajduje się około 14 km na północ od miasta Wasco.